# Friedrich Hermann (Mediziner)

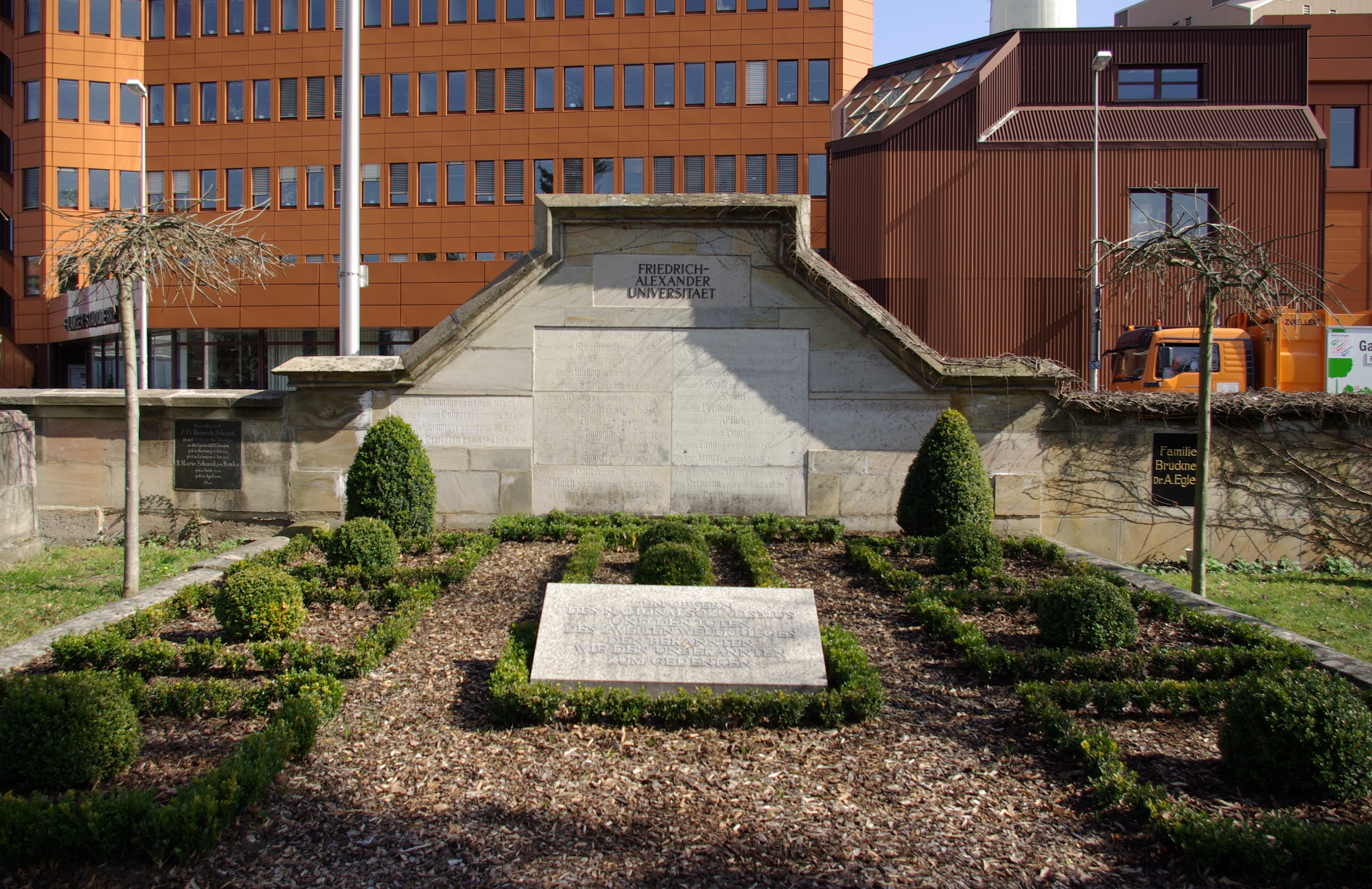
Erlangen Dekanatsgruft Neustädter Friedhof

Friedrich Hermann (* 7. März 1859 in Neapel; † 28. Februar 1920 in Erlangen) war ein deutscher Mediziner und Entomologe.

## Leben
Friedrich Hermann war ein Sohn des Apothekers und späteren Vizekonsuls Ludwig Hermann. Er kam nach dem Tod seiner Mutter 1866 nach München, besuchte die Elementarschule und das Humanistische Gymnasium, wechselte an die Gymnasien nach Augsburg und Würzburg und bestand 1878 in München das Absolutorium. Anschließend studierte er an den Universitäten München und Leipzig Medizin und erhielt noch während seines Studiums von Joseph von Gerlach das Angebot einer Assistentenstelle. Im Frühjahr 1881 siedelte er nach Erlangen über, trat die erste Stelle eines Assistenten am Anatomischen Institut an und wurde am 21. Juli 1883 approbiert. Friedrich Hermann promovierte am 18. Februar 1884 mit seiner Dissertation Beitrag zur Entwicklungsgeschichte des Geschmacksorgans beim Kaninchen zum Dr. med., habilitierte sich im Juli 1887 mit der Arbeit Studien über den feineren Bau des Geschmacksorgans als Privatdozent für Anatomie und hielt in der Folge Vorlesungen über die Lehre von den Gefäßen sowie über Osteologie und Syndesmologie.
Am 6. Februar 1891 wurde er in Erlangen zum außerordentlichen Professor berufen, war gleichzeitig Prosektor am Anatomischen Institut und erhielt im März 1911 Titel und Rang eines Königlich bayerischen Hofrates verliehen.
Am 5. Oktober 1918 wurde er auf den ordentlichen Lehrstuhl für Topographische Anatomie und Histologie berufen.
In seinen medizinischen wissenschaftlichen Arbeiten beschäftigte er sich mit histologischen Problemen und stellte außer Studien über die Geschmacksorgane vor allem Untersuchungen über die Zellteilung und die Bildung der Samenelemente an.
Im Bereich der Entomologie beschäftigte sich vor allem mit Insekten aus der Ordnung der Zweiflügler mit Schwerpunkten im argentinisch-chilenischen und südafrikanischen Faunenbereich und ist Erstbeschreiber zahlreicher neuer Arten. 
Friedrich Hermann wurde in der Dekanatsgruft Neustädter Friedhof in Erlangen beigesetzt.
Seine mit Schwerpunkt auf Raubfliegen angelegte Dipterensammlung kam im März 1920 über seine Ehefrau Luise an die Zoologische Staatssammlung München.

## Schriften (Auswahl)
Medizin
- Beitrag zur Entwicklungsgeschichte des Geschmacksorgans beim Kaninchen. Inaugural-Dissertation zur Erlangung der Doctorwürde der medicinischen Facultät zu Erlangen am 18. Februar 1884, 16 S., Bonn 1884 (books.google.de)
- Studien über den feineren Bau des Geschmacksorgans. Habilitationsschrift zur Erlangung der Venia docendi der medicinischen Facultät der Universität zu Erlangen vorgelegt. Jacob, 1887 (play.google.com)
- Gehirn und Schädel. Eine topographisch-anatomische Studie in photographischer Darstellung. Verlag von Gustav Fischer, Jena 1906
- Die Theorie des Alterns. In: Sitzungsberichte der Physikalisch-Medizinischen Sozietät zu Erlangen, 50-51, 1918/1919, S. 72–96 (zobodat.at [PDF])

Entomologie
- Beiträge zur Kenntnis der südamerikanischen Dipterenfauna auf Grund der Sammelergebnisse einer Reise in Chile, Peru und Bolivien, ausgeführt in den Jahren 1902–1904 von W. Schnuse. Fam. Asilidae. Nova acta Academiae Caesareae Leopoldino-Carolinae Germanicae Naturae Curiosorum, 96, Halle 1912, S. 1–275 (archive.org)

- H. Sauter's Formosa-Ausbeute. Mydaidae et Asilidae (Dasypogoninae, Laphrinae et Leptogastrinae). In: Entomologische Mitteilungen, 3, 1914, S. 33–44 (zobodat.at [PDF]), S. 102–112 (zobodat.at [PDF]), S. 129–136 (zobodat.at [PDF])

- Die Gattungen der Leptogastrinen (Dipt.). In: Verhandlungen der Zoologisch-Botanischen Gesellschaft in Wien, 74-75, 1926, S. 140–152  (zobodat.at [PDF])
- Beitrag zur Kenntnis der Asiliden. Der Verwandtschaftskreis des gen. Holcocephala Jännicke. In: Verhandlungen der Zoologisch-Botanischen Gesellschaft in Wien, 74-75, 1926, S. 153–191  (zobodat.at [PDF])